# 클라우디아 데 메디치
클라우디아 데 메디치(Claudia de' Medici, 1604년 6월 4일 ~ 1648년 12월 25일)는 오스트리아 대공 레오폴트 5세의 배우자이다. 토스카나 대공 부부 페르디난도 1세 데 메디치와 로렌의 크리스티나의 아홉 명의 자녀들 중 막내딸로 태어났다. 1620년 우르비노 공자 페데리코와 결혼했으나 2년 만에 사별하고 1626년 레오폴트와 재혼했다.

## 자녀
- 페데리코 델라 로베레
  - 딸 : 비토리아(1622~1694) 토스카나 대공비
- 레오폴트 5세
  - 딸 : 마리아 엘레오노레(1627~1629)
  - 아들 : 페르디난트 카를(1628~1662) 티롤 영주
  - 딸 : 이자벨라 클라라(1629~1685) 만토바 공작 부인
  - 아들 : 지기스문트 프란츠(1630~1665) 티롤 영주
  - 딸 : 마리아 레오폴디네(1632~1649) 신성 로마 제국의 황후